# Paterna del Campo
Paterna del Campo és un poble de la província de Huelva (Andalusia), que pertany a la comarca d'El Condado. Limita amb els municipis d'Escacena del Campo, Manzanilla i Castilleja del Campo

## Demografia
| 1996  | 1998  | 1999  | 2000  | 2001  | 2002  | 2003  | 2004  | 2005  | 2006 |
| ----- | ----- | ----- | ----- | ----- | ----- | ----- | ----- | ----- | ---- |
| 3.883 | 3.914 | 3.914 | 3.894 | 3.864 | 3.824 | 3.777 | 3.695 | 3.729 | 3763 |